# 鲁比科内河畔索利亚诺
鲁比科内河畔索利亚诺（義大利語：Sogliano al Rubicone），是意大利费利-切塞纳省的一个市镇。总面积93平方公里，人口3226人，人口密度34.7人/平方公里（2009年）。ISTAT代码为040046。